# Кільмезька низовина
Кільме́зька низовина́ (рос. Кильмезская низменность) — низовина у долині річки Кільмезь, лівої притоки В'ятки. Розташована у межах Удмуртії та Кіровської області Росії.
Простяглась із півдня на північ, між Красногорською та Можгінською височинами. Низовина заболочена та вкрита лісами.
| Росія | Це незавершена стаття з географії Росії. Ви можете допомогти проєкту, виправивши або дописавши її. |